# Oblast Vologda
De oblast Vologda (Russisch: Вологодская область, Vologodskaja oblast) is een oblast (bestuurlijke eenheid) van Rusland. De hoofdstad is de gelijknamige stad Vologda. Andere belangrijke steden zijn Tsjerepovets en Veliki Oestjoeg.
De oblast beslaat een groot, dunbevolkt gebied in het noorden van de Oost-Europese vlakte. In het westen ligt het Onegameer, en in het zuiden het Stuwmeer van Rybinsk. Centraal in de oblast ligt het Belojemeer. Grootste rivier is de Soetsjona, een zijtak van de Noordelijke Dvina.
Sommige steden in de oblast zijn meer dan duizend jaar oud, en behoren daarmee tot de oudste steden van Rusland. Onder tsaar Peter de Grote begon de industrialisatie van de regio, die nog verder toenam door de aanleg van een kanaal tussen de Wolga en de Oostzee
Belangrijke industrieën zijn de staal- en chemische industrie, en houtverwerking. Ook de landbouw draagt zijn steentje bij.

## Geschiedenis
De geschiedenis van het gebied gaat ver terug. Volgens archeologische gegevens zouden er al 25.000 jaar geleden de eerste jagers naar het gebied zijn gekomen. Dit zou blijken uit resten die op 7 meter diepte zijn aangetroffen in 1983.

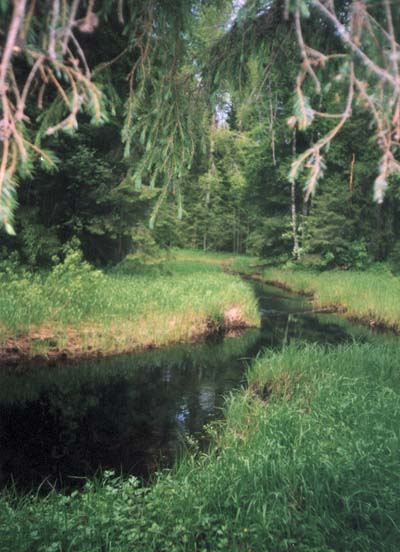
Bos bij de rivier de Poersonga

De eerste bewoning zou teruggaan tot het Laat-paleolithicum tijdens interglacialen. Uit het Mesolithicum (7000 tot 5000 v.Chr.) zijn resten gevonden bij het meer Latsje van vroeg-Europese bewoning. In die tijd werden de rivieren Mologa en Soechona voor het eerst bevaren. In de eerste eeuwen na Chr. trok hier de Ves (Весь) stam rond in de buurt van het Witte Meer (Beloozero; voorouders van de Wepsen) en de zogenoemde "Zavolotsjka Tsjoeden" die ten oosten van het Koebenameer woonden. Vanaf de 5e tot 7e eeuw trokken er Oost-Slavische volken naar het gebied en onderwierpen de Finoegrische stammen.
De Slavische kolonisatie begon van uit het westen door de Ilmenslovenen en vanuit het zuiden door de Krivitsjen. De afgevaardigden van de knjazen die in hun voetspoor volgden, legden de lokale bevolking belastingen op en stichtten de eerste plaatsen Belozersk (862), Veliki Oestjoeg en Vologda. In de Vroege Middeleeuwen werd de bevolking bekeerd tot het christendom, waarvan kruisen uit de 12e en 13e eeuw zijn teruggevonden door archeologen. Vanaf de 12e eeuw vindt een grote verspreiding plaats van de Oosters-orthodoxe geloof. Van de 12e tot de 15e eeuw ontstond een groot netwerk van orthodoxe kerken, kloosters en andere religieuze posten. In 1238 werd het gebied afgesplitst van het Vorstendom Rostov en werd het onderdeel van het onafhankelijke Vorstendom Belozersk.
In de 14e eeuw kwam het onder de heerschappij van Moskovië en werd het een oejezd hiervan. Midden 15e eeuw diende Vologda als het vluchtoord van de Moskovische knjaz Vasili II de Blinde. Hij wist met steun van verkopers van handwerk uit Vologda en van het grote noordelijke klooster dat er lag, de troon van Moskovië weer te heroveren. Tijdens de heerschappij van Ivan IV werd het gebied belangrijker. Een gedeelte van het noorden werd opgenomen binnen de Opritsjnina van Ivan IV. Vologda nam ene belangrijke plaats in binnen de plannen van Ivan IV en werd gezien als de "spil" van de Witte Zee naar de Trans-Oeral, West-Siberië en Europa. Door Ivan IV werd hier een "Stenen Stad" gesticht. Hij wilde zich terugtrekken uit Moskou, dat werd gedomineerd door de bojaren en zich terugtrekken in een nieuwe residentie in een stenen kremlin.
In de tijd dat Archangelsk een grote groei doormaakte, werd hierdoor ook het achterland rond Vologda gestimuleerd en groeiden de handelsrelaties met andere landen. Toen echter de hoofdstad van het Russische Rijk naar Sint-Petersburg werd verhuisd, zakte de ontwikkeling van de economie in, die pas weer op gang kwam bij de aanleg van spoorwegen naar Archangelsk, Perm, Kotlas en Sint-Petersburg.
Het gebied werd geformeerd in 1780 als de namestnitjestvo Vologda (Вологодское наместничество) uit een gedeelte van het gebied van het gouvernement Archangelsk (Архангелогородской губернии). Vanaf 1784 werd deze onderverdeeld in de oblasten Vologda (Вологодскую области) en Velikooestjoezjsk (Великоустюжскую области). In 1796 werd de namestnitjestvo hernoemd tot goebernija Vologda (gouvernement Vologda).
Het gebied omvatte toen naast oblast Vologda gedeelten van de huidige oblasten Jaroslavl, Moskou, Vladimir, Rjazan, Kaloega, Toela, Smolensk en Orjol. De districten Jarenski, Solvytsjegodski en Oest-Sysolski werden later bij oblast Archangelsk en Komi getrokken op hetzelfde moment dat vanuit gouvernement Novgorod de steden Kirillov, Belozersk en Tsjerepovets bij oblast Vologda werden gevoegd. Op 23 september 1937 werd oblast Vologda geformeerd.
|  |  |
|  |  |

## Demografie
| 1926      | 1939      | 1959      | 1970      | 1979      | 1989      | 2002      |
| --------- | --------- | --------- | --------- | --------- | --------- | --------- |
| 1.728.000 | 1.601.000 | 1.308.000 | 1.296.000 | 1.310.000 | 1.355.000 | 1.269.600 |